# Ērgļi (novads)
Ērgļi (łot.: Ērgļu novads) – jeden z łotewskich novadsów, funkcjonujący w latach 2009–2021.

## Historia
Novads powstało na terenach należących przed 2009 do rejonu Madona.
W skład novadsu wchodziły trzy pagastsy: Ērgļi, Jumurda i Sausnēja. Jego stolicą została osada Ērgļi.
Zlikwidowany w ramach reformy administracyjnej 30 czerwca 2021. Wszedł w całości w skład nowego novadsu Madona.